# Clima oceánico
El clima oceánico o atlántico, también llamado marítimo,  o británico, es un tipo de clima templado húmedo propio de latitudes templadas común en las regiones próximas al océano e islas donde el viento sopla constantemente hacia el continente, caracterizado por pequeñas o moderadas oscilaciones térmicas diurnas y anuales que lo diferencian del clima continental, además de poseer humedad relativa elevada. Hay abundantes precipitaciones a causa de la proximidad al océano, en las costas occidentales u orientales de los continentes. Los inviernos son fríos pero no gélidos y los veranos frescos o cálidos con una oscilación térmica anual mediana de unos 10 °C aproximadamente. Las precipitaciones son abundantes y están bien distribuidas aunque con un máximo invernal.
Bajo la clasificación climática de Köppen, la zona comúnmente asociada con el clima oceánico es el clima oceánico típico Cfb que es templado, aunque incluye a zonas "tropicales de tierras altas" que constituyen el clima templado húmedo de montaña (Cfb), el cual no está asociado con climas marítimos y suele ser isotérmico. Con frecuencia, se considera que son oceánicas partes de las zona mediterránea o subtropical de verano seco, la cual es en realidad un clima de transición con el clima mediterráneo típico, y se ha clasificado como oceánico mediterráneo (Csb), por patrones con veranos secos o relativamente secos que Köppen denomina Cs. Otras clasificaciones climáticas, como la de Trewartha, colocan firmemente la Zona Oceánica (Do). El clima templado marítimo tiene precipitaciones adecuadas en todas las estaciones. La temporada de verano suele ser más cálida. Sin embargo, la temperatura del mes más cálido es inferior a 22 °C. El mes más frío tiene una media superior a 0 °C. La temporada de invierno se caracteriza por unas condiciones de temperatura normales. París (Francia), Ámsterdam (Países Bajos), Puerto Elizabeth (Sudáfrica) y Melbourne (Australia) son ejemplos de este clima.
No debe usarse como sinónimo de clima templado húmedo Cfa en general, ya que el subtropical húmedo Cfa no es un clima oceánico.

## Explicación física
El océano modera las temperaturas de las regiones costeras por las diferencias en las propiedades físicas de las sustancias que componen el océano y el continente. 
El agua tiene un calor específico 3 veces mayor que las rocas o el suelo de los continentes. Un mayor calor específico implica que, para elevar su temperatura es necesario aportar mayor cantidad de energía calórica (proveniente de la  radiación solar, en este caso) Inversamente, a la misma energía calórica recibida, el agua eleva menos su temperatura que la roca o el suelo. Este fenómeno será mayor cuando mayor sea la masa de agua involucrada. La capacidad calorífica es la propiedad que tiene en cuenta la masa de la sustancia involucrada.
Además, la capa de océano que interactúa con el clima es mayor que la capa de suelo que lo hace. Esto se debe a que el agua tiene mayor conductividad térmica que el suelo, ya que este último contiene aire; y a la agitación de una mayor capa superficial del océano por las olas y corrientes, llamada capa de mezcla.
Por estas propiedades se puede decir que el océano presente mayor inercia térmica que el continente y suele resumirse este fenómeno diciendo que las rocas y el suelo absorben y desprenden calor más rápidamente que el agua.

## Regiones con clima Cfb

### Clima oceánico típico
Es el clima oceánico templado y es conocido simplemente como oceánico o atlántico. Está usualmente entre los 40 y 60° de latitud y  está dominado por el frente polar y las altas subtropicales. Presenta baja oscilación térmica cercana a los 8 °C y la temperatura media (TMA) está entre 7 y 14 °C. Llueve todo el año, con promedios cercanos a 1000 mm; los inviernos no son severos, aunque puede nevar un poco por influencia del aire polar. Los veranos son moderados y suelen ser menos lluviosos.
Este clima fue denominado  inicialmente por Köppen como clima de las fucsias en referencia al área de distribución de las fucsias y también ha sido llamado clima bretón.
En Europa se puede encontrar en la fachada atlántica de Portugal, España y Francia y en los países del noroeste europeo: Bélgica, Países Bajos, Reino Unido, Irlanda, Dinamarca y la costa oeste de Noruega, principalmente.
En España el clima oceánico afecta a las comunidades autónomas de Asturias, Cantabria, País Vasco, mitad norte de Navarra, norte de Castilla y León, oeste de La Rioja, gran parte de Galicia y algunas zonas de los Pirineos occidentales.
El clima se halla además en el sur de Argentina, Brasil y Chile, en la costa central de Argentina, en Nueva Zelanda, Tasmania, la costa pacífica de Canadá y Estados Unidos.

### Clima húmedo de montaña (Cfb)
El clima templado húmedo de montaña o templado húmedo es similar al oceánico típico, pero es un clima de montaña y es además isotérmico. Se presenta en Colombia, Venezuela, Ecuador y zona andina del norte del Perú; también en una pequeña porción de México, en Centroamérica y en general en las montañas tropicales lluviosas de América, África Oriental, Indonesia y Nueva Guinea.

## Clima mediterráneo oceánico (Csb)
También llamado clima oceánico de transición debido a que se encuentra entre el clima mediterráneo Csa y el oceánico Cfb, que podría definirse como oceánico debido a que las precipitaciones son abundantes la mayor parte del año y la pluviometría anual a veces supera los 1000 mm. Además las temperaturas son muy suaves, no superándose en verano los 22 °C de media. Por otro lado presenta sequía estival como consecuencia de la transición al mediterráneo, por lo que no es un clima oceánico típico.
Por ejemplo en España esta variedad aparece en algunas regiones del noroeste de la península ibérica que tienen clima oceánico pero están algo alejadas del mar o que están separadas de este por alguna cadena montañosa como por ejemplo la Cordillera Cantábrica, así como en la costa portuguesa. Este clima lo encontramos por ejemplo en el sur de Galicia y Asturias, en la provincia de Álava o en el sur de Cantabria. La ciudad cántabra de Reinosa es un ejemplo típico de esta variedad de clima.

## Temperatura
Las características de temperatura varían entre los climas oceánicos subtropical desde un punto de vista termal, pero prevalece más comúnmente un régimen mesotermal, con inviernos frescos pero no fríos y veranos tibios, pero no calientes. Los veranos son generalmente mucho más frescos que en áreas con clima húmedo subtropical. El promedio de temperatura del mes más cálido debe ser menor de 22 °C, y el del mes más frío no debe ser inferior a –3 °C (Sin embargo los científicos estadounidenses prefieren 0 °C en el mes más frío). Cerca de los polos se encuentra la zona climática subpolar oceánica (Köppen Cfc), con inviernos relativamente suaves (el mes más frío no es inferior a –3 °C) y veranos frescos y una estación de verano (el promedio de temperatura al menos de 10 °C); ejemplos de este clima incluyen partes de la costa de Islandia en el Hemisferio Norte el extremo sur de Argentina y Chile en el Hemisferio Sur (el hecho de que esta forma de clima existe en ambos hemisferios hace descartar términos como subártico o boreal) para denotarlo; sin embargo esos términos todavía son usados para referirse a climas caracterizados por veranos cortos, son también sinónimos para las condiciones del norte y por lo tanto son inapropiados.

## Ciudades con clima oceánico

### Clima oceánico típicoCfb
Estos climas se dan en la cuasitotalidad de la fachada atlántica europea, en parte de la Patagonia, en Nueva Zelanda, Tasmania, y en zonas de Canadá y Estados Unidos; de ahí que las siguientes ciudades lo disfruten:
- Santiago de Compostela, Galicia, España
- La Coruña, Galicia, España (Csb)
- Gijón, Asturias, España
- Oviedo, Asturias, España
- Santander, Cantabria, España
- Bilbao, País Vasco, España
- San Sebastián, País Vasco, España
- Bogotá, Colombia
- Londres, Inglaterra, Reino Unido
- Berlín,  Alemania
- Brest, Francia
- París, Francia
- Bruselas, Bélgica
- Ámsterdam, Holanda Septentrional, Países Bajos
- Copenhague, Dinamarca
- Temuco, Araucanía, Chile

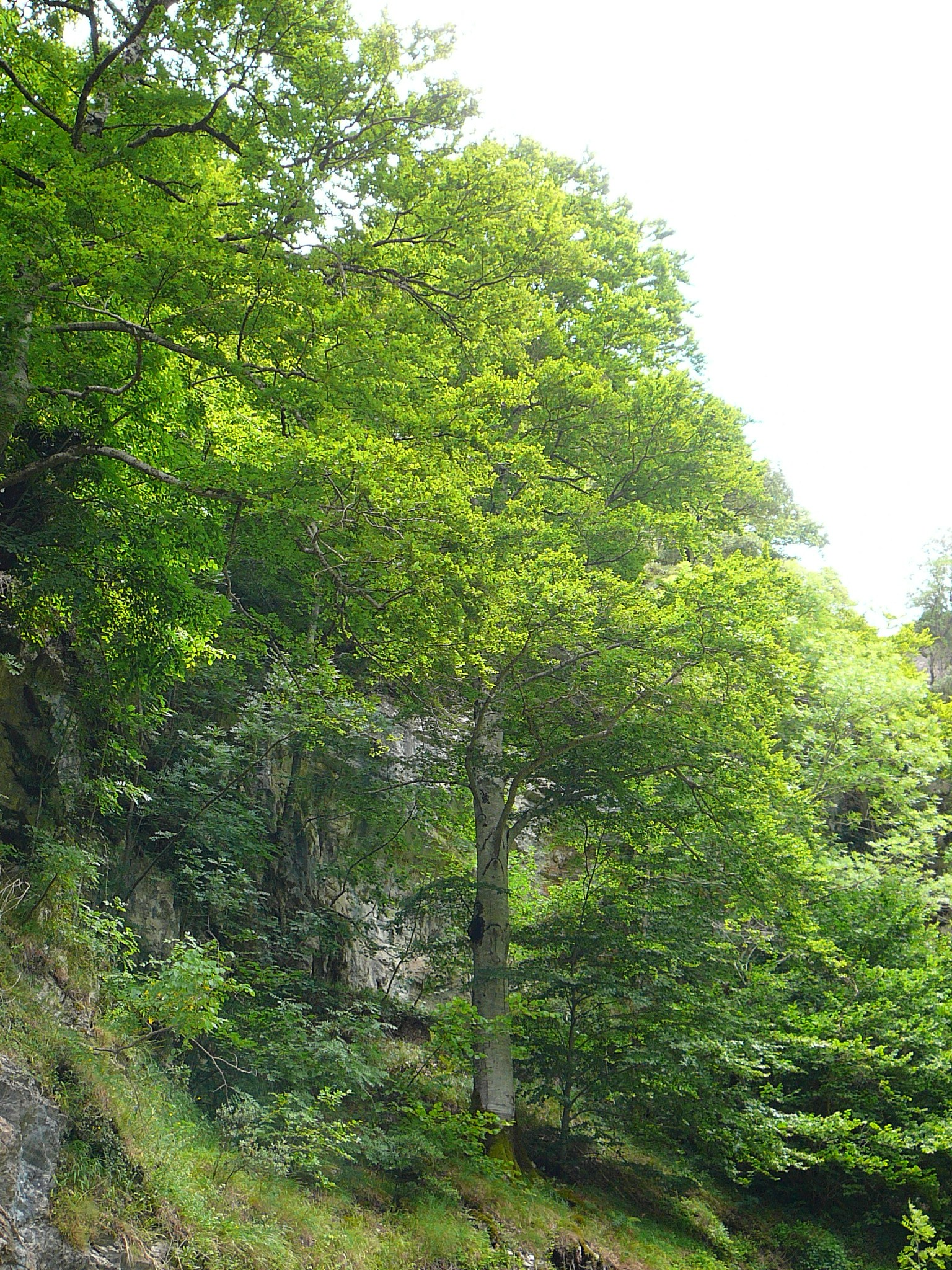
Un haya común, especie arbórea muy común en el clima oceánico, en un paisaje típico de este tipo de clima en Asturias, España.

- Las Toninas, Buenos Aires, Argentina
- Mar de Ajó, Buenos Aires, Argentina
- Pinamar, Buenos Aires, Argentina
- Monte Hermoso, Buenos Aires Argentina
- Miramar, Buenos Aires, Argentina
- Mar del Plata, Buenos Aires, Argentina

Diagrama Walter Lieth de la ciudad de Temuco.

- Necochea, Buenos Aires Argentina
- Dublín, Irlanda
- Hobart, Tasmania, Australia
- Wellington, Nueva Zelanda
- Zonguldak, Turquía
- São Joaquim, Brasil
- Caxias do Sul, Brasil
- Gramado, Brasil
- Campos do Jordão, Brasil
- Curitiba, Brasil
- São Francisco de Paula, Brasil
- Valdivia, Los Ríos, Chile
- Osorno, Los Lagos, Chile
- Puerto Montt, Los Lagos, Chile

### Mediterráneo oceánicoCsb(de veranos secos)
- Reinosa, Cantabria, España
- Vigo, Galicia, España
- Concepción, Biobío, Chile
- Oporto, Portugal
- Eureka, California, Estados Unidos
- Seattle, Washington, Estados Unidos
- Vancouver, Columbia Británica, Canadá
- Ciudad del Cabo, Sudáfrica
- Bariloche, Río Negro, Argentina

### Países, regiones y Ciudades con clima oceánico subpolar Cfc
Algunas regiones en el mundo con el clima oceánico subpolar son:
- Costa de Islandia;
- Islas Feroe;
- Áreas costeras del noroeste de Noruega alcanzando hasta 70°N en algunas zonas como Tromsø
- Tierra del fuego, Argentina
- Partes del sur de Alaska y partes del Mango de Alaska;
- Regiones andinas del Perú;
- Sur de Chile;
- Partes de los Andes e Himalayas (Cwc);
- Áreas montañosas de Europa, incluyendo las Tierras Altas en Escocia, sudoeste de Noruega, etc.

Algunas notables poblaciones en el mundo con el clima subpolar Cfc son:
- Reikjavik, Islandia
- Unalaska, Alaska (antigua Dutch Harbor)
- Harstad, Noruega
- Tromsø, Noruega
- Vestmannaeyjar, Islandia
- Tórshavn, Islas Feroe
- Ushuaia, Tierra del Fuego, Argentina
- Puerto Argentino/Stanley, Islas Malvinas
- Puerto Williams, Magallanes, Chile
- Coyhaique, Aysén, Chile